# Csík Ferenc (labdarúgó)
Csík Ferenc (Veszprém, 1962. június 6. – 2019. október 2.) válogatott labdarúgó, középpályás.

## Pályafutása

### Klubcsapatban
1972-ben a Bakony Vegyész csapatában kezdte a labdarúgást. 1980-ban tagja volt az Országos Ifjúsági Kupát nyert csapatnak. Dalnoki Jenő vezetésével kijutott a legjobb 16 közé az 1980-ban Lipcsében rendezett Ifjúsági Európa-bajnokságra. 1981-1982-ben a Szekszárdi Dózsa játékosa. 1983 és 1986 között a Vasas labdarúgója volt, ahol tagja volt az 1986-os magyar kupa győztes csapatnak. Ezt követően visszatért Veszprémbe. 1988-ban tagja az NB I-be jutott veszprémi csapatnak. 1983 és 1993 között 192 bajnoki mérkőzésen szerepelt és 19 gólt szerzett.

### A válogatottban
1990-ben egy alkalommal szerepelt a válogatottban.

## Sikerei, díjai
- Magyar kupa (MNK)
  - győztes: 1986

## Statisztika

### Mérkőzése a válogatottban
| Magyarország | Magyarország    | Magyarország                | Magyarország | Magyarország | Magyarország | Magyarország | Magyarország | Magyarország |
| #            | Dátum           | Helyszín                    | Hazai        | Eredmény     | Vendég       | Kiírás       | Gólok        | Esemény      |
| ------------ | --------------- | --------------------------- | ------------ | ------------ | ------------ | ------------ | ------------ | ------------ |
| 1.           | 1990. június 2. | Budapest, Fáy utcai Stadion | Magyarország | 3 – 1        | Kolumbia     | barátságos   | -            | 46'          |
|              | Összesen        |                             |              | 1            | mérkőzés     |              | 0            | gól          |